# SStB – Schönbrunn bis Großwardein
Die SStB – Schönbrunn bis Großwardein waren Dampflokomotiven der Südlichen Staatsbahn (SStB) Österreich-Ungarns.
Die vier Lokomotiven wurden von der Lokomotivfabrik der WRB 1854 geliefert.
Sie erhielten die Namen „SCHÖNBRUNN“, „MERKENSTEIN“, „RODAUN“ und „GROSSWARDEIN“.
Die großen Raddurchmesser dieser Reihe ermöglichten wahrscheinlich hohe Geschwindigkeiten, trotzdem wurden sie vermutlich auch vor Güterzügen eingesetzt, da diese damals noch nicht so schwer waren.
Die Lokomotiven dieser Reihe kamen 1858 im Zuge der Privatisierung österreichischer Staatsbahnen zur Südbahngesellschaft, die ihnen die Nummern 287–290 und die Reihennummer 11 (ab 1864 Teil der Reihe 8) zuwies.
Die Ausmusterung erfolgte aber schon 1864 bis 1866.